# ویتر پرکاشن
ویتر پرکاشن (به انگلیسی: Vater Percussion) یک شرکت تولیدی آمریکایی مستقر در هالبروک ماساچوست است. این شرکت همیشه بر روی سازهای کوبه‌ای، تولید چوبک طبل، برس طبل‌نوازی و کوبه تمرکز کرده‌است. این شرکت توسط جک آدامز تأسیس شد و اکنون توسط دو نوه او، ران و آلن ویتر اداره می‌شود.
اگرچه این شرکت در سال ۱۹۵۶ شروع به تولید چوبک طبل کرد، اما تا مدت‌ها بعد رسماً به ویتر پرکاشن (Vater Percussion) تبدیل نشد.